# Opération Dorca
 (novembre 2018).
Si vous disposez d'ouvrages ou d'articles de référence ou si vous connaissez des sites web de qualité traitant du thème abordé ici, merci de compléter l'article en donnant les références utiles à sa vérifiabilité et en les liant à la section « Notes et références ».
L'opération Dorca, déclenchée à l'initiative de la France, est une opération militaire ayant eu lieu du 31 juillet au 11 septembre 2004 au Tchad.
Elle a pour but de soutenir l'UNHCR et les ONG travaillant à la frontière au Tchad, le long de la frontière avec le Darfour (province située à l'ouest du Soudan).
Ces organismes œuvrent pour assurer la sécurité des populations et l'accueil des réfugiés à la suite de la crise dans cette région. Cette crise a mis en fuite  plus de 230 000 Soudanais, réfugiés dans 12 camps à l'est du Tchad.
Les forces terrestres étaient fournis par le groupement terre du dispositif Épervier. Au moment de l opération Dorca celui-ci était armé par le 16e bataillon de Chasseurs aux ordres du colonel BARERRA. Le dispositif comprenait notamment la compagnie d éclairage et d appui du 16e BC qui était stationnée à Abéché renforcée par une section d appui mortier du 1er régiment d artillerie de marine. La 4e compagnie du 16e BC, stationnée à Ndjamena est venue renforcer ce dispositif ainsi que l état-major tactique du groupement terre. 